# Westraven

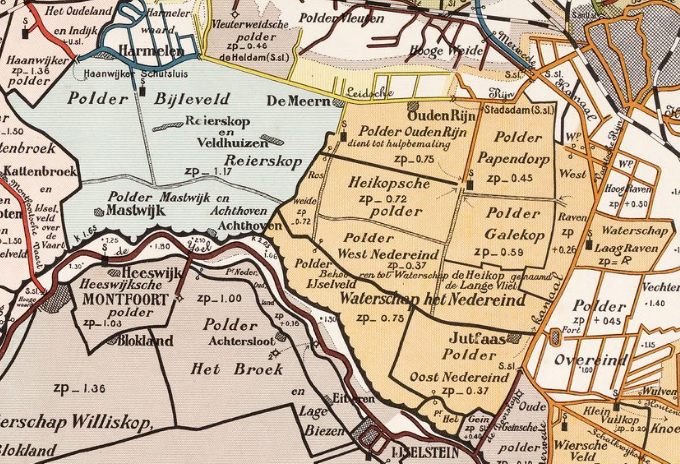
Polderkaart Heycop en omgeving (1901). In het oosten zijn de polders West-, Hoog- en Laagraven te zien.

 De namen West-Raven, Hoog-Raven en Laag-Raven zijn oorspronkelijk de namen van drie polders in het gebied Raven. 
Westraven is een buurt in Utrecht, in de gelijknamige Nederlandse provincie Utrecht. Het is bestuurlijk een onderdeel van de wijk Zuidwest waar het het zuidelijk deel is van Bedrijventerrein Kanaleneiland.
Wegens de puntige vorm wordt de buurt ook wel De Punt genoemd. Westraven wordt in het noorden begrensd door de A12, in het zuidwesten door het Amsterdam-Rijnkanaal en in het oosten door het Merwedekanaal. In het uiterste zuiden van Westraven kruist het Merwedekanaal het Amsterdam-Rijnkanaal. Aan de overkant van beide kanalen bevindt zich Nieuwegein.
Westraven is vooral bekend om de sneltramhalte en het bijbehorend transferium; P+R Westraven. Verder bevinden zich het Rijkskantoor Westraven, met daarin de kantoren van Rijkswaterstaat Midden-Nederland, een Bastion Hotel, een busremise en nog enkele andere bedrijven in Westraven.

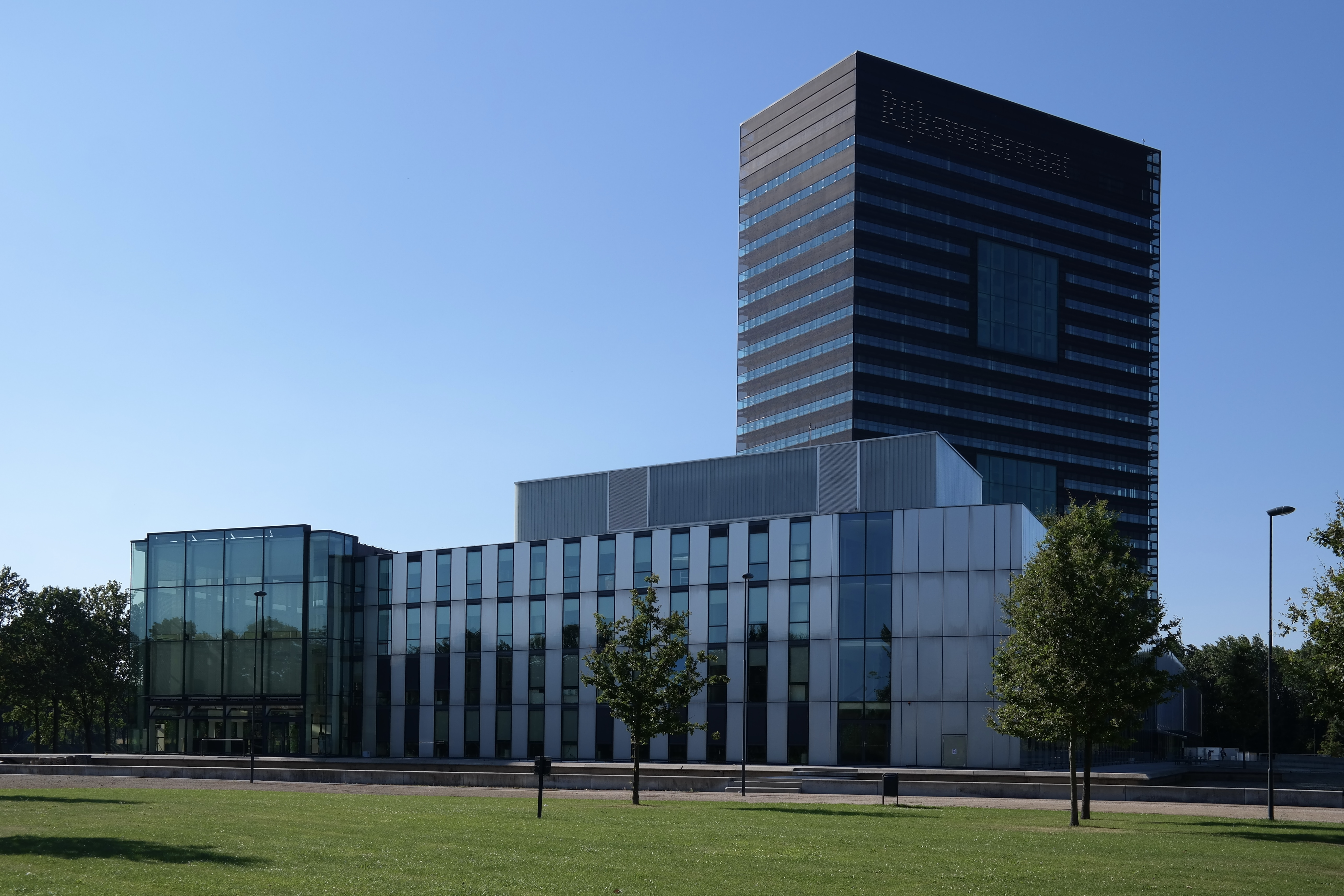
Kantoortoren Westraven

Dichterswijk · Kanaleneiland · Rivierenwijk · Transwijk · Westraven